# Liga Deportiva Universitaria de Loja
La Liga Deportiva Universitaria de Loja è una società calcistica ecuadoriana con sede nella città di Loja.

## Storia
La squadra fu fondata nel 1979 all'interno dell'Universidad Nacional de Loja.
Nel 1989 partecipa per la prima volta alla Serie B, il secondo livello del campionato nazionale.
Nel 2004 la squadra si posiziona al secondo posto finale in Serie B, ottenendo così la promozione nella massima serie nazionale. La permanenza al massimo livello del calcio ecuadoriano dura solo un anno, infatti al termine della Serie A 2005 il club viene retrocesso.
Nel 2010 il club vince il campionato di Serie B ed ottiene nuovamente la promozione in Serie A. Grazie ai piazzamenti raggiunti nella Serie A 2012 (secondo posto al termine della prima fase e quarto posto nella classifica complessiva della stagione) la LDU Loja ha ottenuto la qualificazione alle edizioni 2012 e 2013 della Coppa Sudamericana.
Alla prima partecipazione ad un torneo internazionale il club ha raggiunto gli ottavi di finale della Coppa Sudamericana 2012: dopo aver battuto nei turni preliminari i venezuelani del Monagas (2-0 e 4-2) e gli uruguaiani del Nacional (sconfitta 0-1 in casa e vittoria per 2-1 in trasferta), il club di Loja è stato eliminato dai brasiliani del San Paolo grazie alla regola dei gol fuori casa.

## Società

### Organigramma societario
- Jaime Fabian Villavicencio Freire - Presidente
- Robert Ivan Ludeña Jaramillo - Vicepresidente
- Max Vicente Gonzalez Merizalde - Consigliere
- Fabian Marcelo Rodriguez Guerrero - Consigliere
- Telmo Alturo Castro Piedra - Consigliere
- Luis Armando Hidalgo Torres - Consigliere
- Alex Segundo Quezada Moncayo - Consigliere
- Diego Fernando Barrera Bravo - Consigliere
- Kelvin Eduardo Sigcho Azanza - Segretario
- Luis Renato Montoya Carrion - Consulente legale

## Allenatori
- 2005  Nelson Brizuela[7]
- 2011-2012  Jorge Habegger
- 2012-2013  Paúl Velez
- 2013 (interim)  Juan Carlos Pérez
- 2013-oggi  Álex Aguinaga

## Palmarès

### Competizioni nazionali
- Serie B: 1

2010
- Segunda Categoría: 1

2003

### Altri piazzamenti
- Primera Categoría Serie B:

Secondo posto: 2004

## Statistiche e record

### Partecipazioni ai campionati
- Serie A: 4
- Serie B: 13
- Segunda Categoría: 17

## Organico

### Rosa 2013
Lista ufficiale presentata alla CONMEBOL per la partecipazione alla Coppa Sudamericana 2013.
| N. |                     | Ruolo | Calciatore              |
| -- | ------------------- | ----- | ----------------------- |
| 1  | Colombia (bandiera) | P     | Luis Fernando Fernández |
| 2  | Ecuador (bandiera)  | D     | Robert Arboleda         |
| 3  | Paraguay (bandiera) | D     | Óscar Darío Ayala       |
| 4  | Ecuador (bandiera)  | C     | Richard Nixon Quiñónez  |
| 5  | Ecuador (bandiera)  | C     | Pedro Larrea            |
| 6  | Ecuador (bandiera)  | D     | Johan Roberto Gómez     |
| 7  | Ecuador (bandiera)  | A     | Armando Wila            |
| 8  | Ecuador (bandiera)  | C     | Dixon Arroyo            |
| 9  | Brasile (bandiera)  | A     | Fábio Renato            |
| 10 | Ecuador (bandiera)  | A     | Jonny Uchuari           |
| 11 | Uruguay (bandiera)  | A     | Santiago Barboza        |
| 12 | Ecuador (bandiera)  | P     | Guillermo Palacios      |
| 13 | Ecuador (bandiera)  | D     | Robinson Reasco         |
| 15 | Ecuador (bandiera)  | C     | Onofre Mejia            |
| 16 | Ecuador (bandiera)  | D     | Julio Ayoví             |

| N. |                               | Ruolo | Calciatore        |
| -- | ----------------------------- | ----- | ----------------- |
| 17 | Ecuador (bandiera)            | A     | Rudy Bone         |
| 18 | Ecuador (bandiera)            | C     | Fabricio Guevara  |
| 19 | Guinea Equatoriale (bandiera) | D     | Jimmy Bermúdez    |
| 20 | Ecuador (bandiera)            | C     | Erick Arroyo      |
| 21 | Ecuador (bandiera)            | C     | Edder Vaca        |
| 22 | Ecuador (bandiera)            | P     | Danny Cabezas     |
| 23 | Ecuador (bandiera)            | D     | Pablo Andrés León |
| 24 | Ecuador (bandiera)            | D     | Armando Gómez     |
| 25 | Ecuador (bandiera)            | A     | Carlos Caicedo    |
| 26 | Ecuador (bandiera)            | D     | Dubar Enríquez    |
| 27 | Ecuador (bandiera)            | C     | Anderson Caicedo  |
| 28 | Ecuador (bandiera)            | C     | Byron Cumbicus    |
| 29 | Ecuador (bandiera)            | C     | Christian Cordero |
| 30 | Ecuador (bandiera)            | C     | Kener Arce        |